# Capitalisme rendista
Capitalisme rendista és un concepte de l'economia marxista i heterodoxa per referir-se a la recerca de rendes i l'explotació per part de les empreses en sistemes capitalistes. El terme va ser desenvolupat pel geògraf social austríac Hans Bobek, descrivint un sistema econòmic que estava molt estès a l'antiguitat i encara estès a l'Orient Mitjà, on les inversions productives manquen en gran manera, la part més alta possible dels ingressos s'extreu del sòl, arrendaments i lloguers i, per tant, en molts països en desenvolupament, el capitalisme rendista és un obstacle per al desenvolupament econòmic. Un arrendatari és algú que obté ingressos del capital sense treballar. Això es fa generalment mitjançant la propietat d'actius que generen rendiment (efectiu generat pels actius), com ara propietats de lloguer, accions en empreses que paguen dividends o bons que paguen interessos.

## Ús pels marxistes
Encara que la combinació de paraules "capitalisme rendista" mai va ser utilitzada pel mateix Karl Marx, és compatible amb la idea marxista d'extracció de plusvàlua. En els seus primers treballs, Karl Marx va juxtaposar els termes "rendista" i "capitalista" per argumentar que un rendista tendeix a esgotar els seus beneficis, mentre que un capitalista ha de reinvertir força la major part de la plusvàlua per sobreviure a la competència. Va escriure: "Per tant, els mitjans del rentador extravagant disminueixen diàriament en proporció inversa a les creixents possibilitats i temptacions de plaer. Per tant, ha de consumir ell mateix el seu capital i, en fer-ho, provocar la seva pròpia ruïna, o esdevenir un capitalista industrial".
Més tard en la vida, inclòs en el manuscrit publicat posteriorment com a Capital, Vol. 3 Marx va tendir a distingir encara més els anomenats rendistes entre capitalistes que portaven interessos (financers) i una classe separada de terratinents, argumentant que l'interès del capital invertit i la renda de la terra privada eren econòmicament diferents. No obstant això, en diversos llocs, inclosa una carta a Friedrich Engels, va reconèixer que en algun moment el capital financer podria arribar a ser propietari de totes les terres i, en fer-ho, eliminar la classe separada dels propietaris. És una qüestió de debat permanent sobre si això s'ha produït o no.
Vladímir Lenin va afirmar que el creixement d'un estrat de rendistes ociosos sota el capitalisme era inevitable i accelerat a causa de l'imperialisme:
D'aquí l'extraordinari creixement d'una classe, o millor dit, d'un estrat de rentadors, és a dir, de persones que viuen de 'tallar cupons' [en el sentit de cobrar els interessos dels bons], que no participen en cap empresa, la professió de la qual és ociositat. L'exportació de capital, una de les bases econòmiques més essencials de l'imperialisme, aïlla encara més completament els renditaris de la producció i posa el segell del parasitisme a tot el país que viu explotant la mà d'obra de diversos països i colònies d'ultramar.

## Ús actual
L'ús actual del terme "capitalisme rendista" descriu l'obtenció d'ingressos "rendistes" a partir de la propietat o el control d'actius que generen rendes econòmiques en lloc del capital o el treball utilitzat per a la producció en un mercat competitiu lliure. El terme estat rendista s'utilitza principalment no en el seu significat original, com un estat imperialista que prospera amb la mà d'obra d'altres països i colònies, sinó com un estat que obté la totalitat o una part substancial dels seus ingressos nacionals de la renda de recursos indígenes a clients externs.
Guy Standing ha afirmat que el capitalisme rendista s'ha convertit en predominant a les economies capitalistes des dels anys vuitanta. Brett Christophers, de la Universitat d'Uppsala, Suècia, ha afirmat que el capitalisme rendista ha estat la base de la política econòmica del Regne Unit a partir dels anys setanta. Amb el retorn de l'alta inflació al Regne Unit el 2022, l'economista polític William Davies analitza els esdeveniments econòmics britànics recents a la llum del capitalisme rendista.